# Acalypha pseudalopecuroides
Acalypha pseudalopecuroides é uma espécie de flor do gênero Acalypha, pertencente à família Euphorbiaceae.